# Nazionale maschile di calcio del Montenegro
La nazionale di calcio del Montenegro (in montenegrino Fudbalska reprezentacija Crne Gore) è la selezione calcistica nazionale del Montenegro.
Istituita nel giugno 2006 a seguito dell'indipendenza dello stato, in precedenza non esisteva, in quanto il Montenegro era parte della Jugoslavia e, dal 2003, della Serbia-Montenegro. La nazionale, che ha esordito nel 2007, disputa le partite casalinghe allo stadio pod Goricom di Podgorica in tenuta rossa.
Nella classifica mondiale della FIFA ha raggiunto come miglior piazzamento il 16º posto (giugno 2011), mentre il peggiore è il 199º del giugno 2007. Al 20 giugno 2024 occupa la 72ª posizione.

## Storia
Malgrado il Montenegro avesse raggiunto l'indipendenza già nel maggio 2006, la nazionale serbomontenegrina, con la vecchia denominazione di Serbia e Montenegro, partecipò ugualmente al campionato mondiale 2006: l'organico era composto quasi interamente da calciatori serbi con l'eccezione di Mirko Vučinić, la cui presenza nel torneo fu preclusa da un infortunio. La nazionale di Serbia e Montenegro venne eliminata già al primo turno dopo aver perso con Paesi Bassi, Argentina — dalla quale subì un cappotto — e Costa d'Avorio.
Dopo l'affiliazione della Federazione calcistica del Montenegro alla UEFA il 26 gennaio 2007, la nazionale montenegrina di calcio, allenata da Zoran Filipović, esordì ufficialmente il 24 marzo successivo, battendo per 2-1 l'Ungheria in amichevole, di fronte a 12 000 spettatori, allo stadio pod Goricom di Podgorica. Divenuto il 208º membro della FIFA nel maggio dello stesso anno, il Montenegro, malgrado la disponibilità mostrata dalla UEFA, non disputò le qualificazioni al campionato europeo 2008 per il tardivo riconoscimento ufficiale, non avvenuto entro settembre 2006.
La squadra prese parte alle eliminatorie del campionato mondiale 2010, debuttando con due pareggi contro Bulgaria (2-2) e Irlanda (0-0), per poi perdere con i campioni del mondo dell'Italia (2-1) a Lecce. Battuta dagli azzurri anche a domicilio (0-2), la squadra balcanica chiuse il raggruppamento al penultimo posto con 9 punti, avendo vinto solo la partita casalinga contro la Georgia (2-1).
Nel gennaio 2010 Filipović lasciò, per fine contratto, la guida della nazionale dopo averla allenata in 23 partite, in cui ottenne 8 vittorie e 8 pareggi e subì 7 sconfitte, facendo salire la squadra al 73º posto del ranking FIFA. Classificatasi ultima, dietro Giappone e Colombia, nella Coppa Kirin 2007, il 26 marzo 2008 la nazionale balcanica conseguì una vittoria per 3-1 in casa contro la Norvegia.

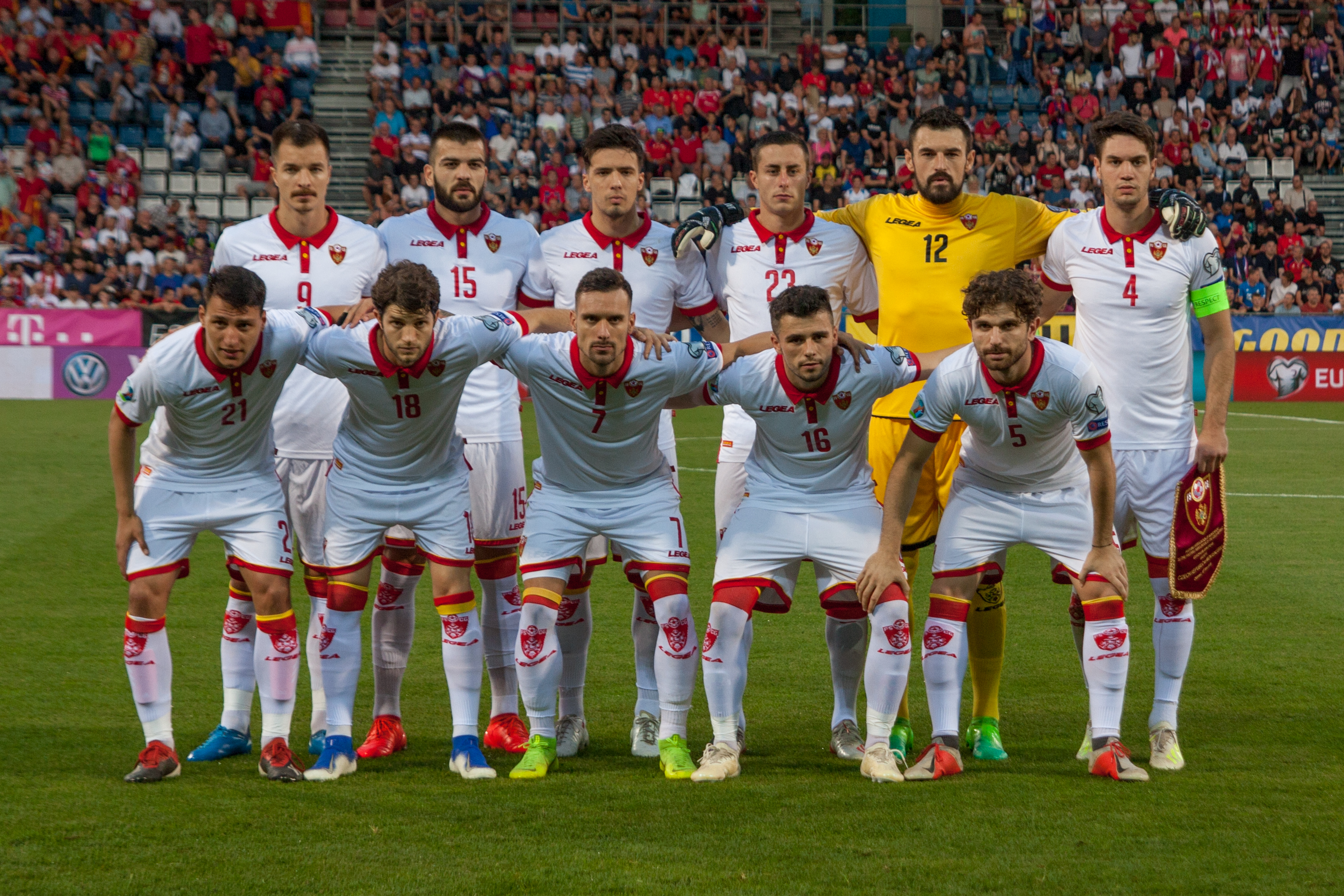
Il Montenegro in campo durante le qualificazioni a.

Significativo fu, invece, il cammino nelle qualificazioni al campionato europeo 2012, con i montenegrini — peraltro autori di un'importante ascesa nel ranking mondiale della FIFA, con il 16º posto raggiunto nel giugno 2011 — capaci di battere Galles in casa, la Svizzera in casa e in trasferta e la Bulgaria in trasferta e di classificarsi alle spalle dell'Inghilterra capolista, fermata sul pari a Londra (0-0) e in casa a Podgorica (2-2): ammessa al turno di play-off, la compagine mancò la partecipazione alla fase finale di EURO 2012 venendo sconfitta in entrambi i confronti con la Rep. Ceca.
Nel decennio a venire, il Montenegro — tra le cui file andò affermandosi Jovetić — non riportò alcuna qualificazione a manifestazioni internazionali. Nelle eliminatorie del campionato del mondo 2014 la squadra mise a referto la vittoria più larga della propria storia, battendo per 6-0 San Marino in trasferta, e l'Ucraina per 1-0 a Kiev e condusse una prima parte di girone in modo molto soddisfacente, stazionando al primo posto. Ciononostante, con la sconfitta per 0-4 subita contro gli ucraini nel giugno 2013 iniziò per i montenegrini una discesa che li portò a ottenere un solo punto nelle successive quattro partite, fino a chiudere il raggruppamento al terzo posto dietro Inghilterra e Ucraina.
Inseriti nel girone di qualificazione al campionato d'Europa 2016 con, tra le altre, Russia, Svezia e Austria, i montenegrini si classificarono quarti, con 3 vittorie, 2 pareggi e 5 sconfitte, scendendo al 95º posto della classifica mondiale della FIFA. Il 27 marzo 2015, durante la gara casalinga contro la Russia, Igor Akinfeev fu colpito da un petardo e la partita fu sospesa per 33 minuti; la FIFA decise di assegnare la vittoria ai russi per 3-0 a tavolino.
Nel corso delle eliminatorie per il campionato mondiale 2018 il Montenegro batte per 1-0 la Danimarca ma non si qualifica essendo arrivata terza nel proprio girone, a pesare sono state soprattutto le sconfitte per 4-2 contro la Polonia e per 3-2 contro l'Armenia, mentre nella UEFA Nations League 2018-2019 la squadra si piazzò terza nel proprio girone di Lega C, ben lontana in classifica da Serbia e Romania, che ottennero la promozione in Lega B.
Nella fase eliminatoria del campionato europeo 2020 la squadra fornì pessime prestazioni, chiudendo all'ultimo posto, senza vittorie in 8 partite. Nel corso della campagna, il 14 novembre 2019, fu nettamente battuta dall'Inghilterra nel millesimo incontro ufficiale degli inglesi: il 7-0 maturato a Londra è la sconfitta più larga della storia della nazionale balcanica.
Il 28 marzo 2022 ottiene una prestigiosa vittoria in amichevole contro la Grecia con il risultato di 1-0. Nell'autunno 2020 i balcanici ottennero la promozione nella Lega B della UEFA Nations League, vincendo il proprio girone di Lega C (furono 3 i punti di vantaggio sul Lussemburgo) con 4 successi in 6 partite.
Le successive qualificazioni al campionato del mondo 2022 videro il Montenegro collocarsi al quarto posto nel girone vinto dai Paesi Bassi, con 3 vittorie, 3 pareggi e 4 sconfitte. Il Montenegro chiuse poi al terzo posto il proprio girone di Lega B della UEFA Nations League 2022-2023, a quattro punti dalla Bosnia ed Erzegovina prima e promossa. Nell'edizione 2024-2025 arriva ultima nel proprio girone, avendo vinto una sola partita, sconfiggendo per 3-1 la Turchia.

## Partecipazioni ai tornei internazionali
Legenda: Grassetto: Risultato migliore, Corsivo: Mancate partecipazioni

## Statistiche dettagliate sui tornei internazionali

### Nations League
| Anno      | Luogo       | Piazzamento   | V | N | P | Gol  |
| --------- | ----------- | ------------- | - | - | - | ---- |
| 2018-2019 | Portogallo  | 11° in Lega C | 0 | 1 | 3 | 1:5  |
| 2020-2021 | Italia      | 2° in Lega C  | 4 | 1 | 1 | 10:2 |
| 2022-2023 | Paesi Bassi | 12° in Lega B | 2 | 1 | 3 | 6:6  |

## Rosa attuale
Lista dei giocatori convocati per la gara di qualificazione al campionato mondiale di calcio 2026 del 6 giugno e l'amichevole del 9 giugno 2025.
Presenze e reti aggiornate al 9 giugno 2025, al termine della gara contro l'Armenia.
|  | P | Danijel Petković  | 25 maggio 1993   | 25 | -31 | Liepāja         |  |  |
|  | P | Igor Nikić        | 25 agosto 2000   | 6  | -8  | Dečić           |  |  |
|  | P | Balša Popović     | 10 giugno 2000   | 2  | -2  | OFK Belgrado    |  |  |
|  |   |                   |                  |    |     |                 |  |  |
|  | D | Stefan Savić      | 8 gennaio 1991   | 74 | 9   | Trabzonspor     |  |  |
|  | D | Marko Vešović     | 28 agosto 1991   | 58 | 2   | Qarabağ         |  |  |
|  | D | Risto Radunović   | 4 maggio 1992    | 41 | 1   | FCSB            |  |  |
|  | D | Igor Vujačić      | 8 agosto 1994    | 39 | 0   | Rubin           |  |  |
|  | D | Marko Vukčević    | 7 giugno 1993    | 30 | 1   | Tobyl           |  |  |
|  | D | Andrija Vukčević  | 11 ottobre 1996  | 17 | 0   | FC Cartagena    |  |  |
|  | D | Nikola Šipčić     | 17 maggio 1995   | 16 | 0   | FC Cartagena    |  |  |
|  | D | Slobodan Rubežić  | 21 marzo 2000    | 8  | 1   | Novi Pazar      |  |  |
|  | D | Ognjen Gašević    | 2 aprile 2002    | 2  | 0   | Budućnost       |  |  |
|  |   |                   |                  |    |     |                 |  |  |
|  | C | Marko Janković    | 9 luglio 1995    | 54 | 1   | Qarabağ         |  |  |
|  | C | Marko Bakić       | 1º novembre 1993 | 35 | 0   | OFI Creta       |  |  |
|  | C | Driton Camaj      | 4 marzo 1997     | 24 | 2   | Kecskemét       |  |  |
|  | C | Stefan Lončar     | 19 febbraio 1996 | 20 | 0   | Akron Togliatti |  |  |
|  | C | Edvin Kuč         | 27 ottobre 1993  | 15 | 4   | Neftçi Baku     |  |  |
|  | C | Miloš Brnović     | 26 aprile 2000   | 6  | 0   | Budućnost       |  |  |
|  | C | Milan Vukotić     | 5 ottobre 2002   | 5  | 0   | Budućnost       |  |  |
|  | C | Vasilije Adžić    | 12 maggio 2006   | 1  | 1   | Juventus        |  |  |
|  | C | Andrija Bulatović | 27 dicembre 2006 | 1  | 1   | Budućnost       |  |  |
|  |   |                   |                  |    |     |                 |  |  |
|  | A | Stevan Jovetić    | 2 novembre 1989  | 87 | 37  | Omonia          |  |  |
|  | A | Stefan Mugoša     | 23 febbraio 1992 | 63 | 15  | Incheon Utd     |  |  |
|  | A | Nikola Krstović   | 5 aprile 2000    | 28 | 6   | Lecce           |  |  |
|  | A | Milutin Osmajić   | 25 luglio 1999   | 28 | 2   | Preston N.E.    |  |  |
|  | A | Andrija Radulović | 3 luglio 2002    | 7  | 0   | Rapid Vienna    |  |  |

## Record individuali

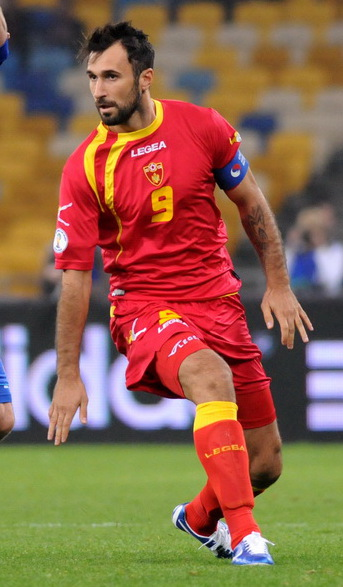
Mirko Vučinić impegnato con il Montenegro contro l' nelle qualificazioni al. È il secondo migliore marcatore della nazionale montenegrina.

Presenze e reti aggiornate al 10 giugno 2025.
- I giocatori in grassetto sono ancora in attività in nazionale.

### Presenze
| Posizione | Giocatore        | Presenze | Reti | Periodo   |
| --------- | ---------------- | -------- | ---- | --------- |
| 1         | Stefan Jovetic   | 87       | 37   | 2008-     |
| 2         | Fatos Bećiraj    | 86       | 15   | 2009-2022 |
| 3         | Stefan Savic     | 74       | 9    | 2010-     |
| 4         | Žarko Tomašević  | 66       | 5    | 2010-2023 |
| 4         | Adam Marušić     | 66       | 5    | 2015-     |
| 6         | Stefan Mugosa    | 63       | 15   | 2017-     |
| 7         | Vladimir Jovovic | 62       | 0    | 2013-     |
| 8         | Elsad Zverotić   | 61       | 5    | 2008-2017 |
| 9         | Marko Vešović    | 58       | 3    | 2014-     |
| 10        | Marko Janković   | 54       | 1    | 2016-     |

### Reti
| Posizione | Giocatore         | Reti | Presenze | Periodo   |
| --------- | ----------------- | ---- | -------- | --------- |
| 1         | Stevan Jovetić    | 37   | 87       | 2008-     |
| 2         | Mirko Vučinić     | 17   | 46       | 2007-2017 |
| 3         | Stefan Mugosa     | 15   | 63       | 2017-     |
| 3         | Fatos Bećiraj     | 15   | 86       | 2009-2022 |
| 5         | Stefan Savić      | 9    | 74       | 2010-     |
| 6         | Dejan Damjanović  | 8    | 35       | 2008-2015 |
| 7         | Radomir Đalović   | 7    | 26       | 2007-2011 |
| 8         | Andrija Delibašić | 6    | 21       | 2009-2013 |
| 8         | Nikola Krstović   | 6    | 27       | 2022-     |
| 10        | Elsad Zverotić    | 5    | 61       | 2008-2017 |
| 10        | Žarko Tomašević   | 5    | 66       | 2010-2023 |
| 10        | Adam Marušić      | 5    | 66       | 2015-     |